# Manuel Krug
Manuel Krug (* 5. September 1964 in Baden-Baden) ist ein deutscher Fotograf, der sich auf die Themen Küche und Menschen spezialisiert hat.

## Leben
Manuel Eberhard Krug kam als erster Sohn des Schauspielers Eberhard Otto Krug 1964 in Baden-Baden auf die Welt. 1966 ging die Familie zurück nach West-Berlin. Krug interessierte sich früh für die Fotografie. Nach dem Abitur studierte er zunächst Wirtschaftswissenschaften an der Freien Universität Berlin. Nachdem er das Studiums abgeschlossen hatte, zog er für eine Assistenzstelle als Fotograf nach Hamburg. Dort eignete er sich das Handwerk des Fotografen an. Er arbeitete für diverse Print-Magazine in den Bereichen People & Lifestyle. In den 2000er Jahren eröffnete Krug ein Fotostudio in Berlin-Kreuzberg.
2009 begann Krug, seine Leidenschaft für das Kochen in seine Arbeit einzubeziehen. Sein erstes Kochbuch entstand während eines mehrwöchigen Aufenthalts in Mecklenburg-Vorpommern zusammen mit dem Fernsehmoderator Dieter Moor und der Köchin Sabine Schneider.  Die Bilder aus dieser Serie wurden 2011 auf dem International Foodphoto Festival in Tarragona ausgestellt. Die Stiftung Buchkunst prämierte das vietnamesische Kochbuch „Monsieur Vuong“ mit dem Preis der schönsten deutschen Bücher 2017.
Neben Kochbüchern und entsprechenden Magazinen (wie zum Beispiel die Kulinarik-Rubrik in der Zeitschrift Vinum) arbeitet Krug auch für Food-Startups in Berlin.
Manuel Krug lebt mit seiner Frau und seinen vier Söhnen in Berlin.

## Veröffentlichungen
- Ganz & einfach: tempofrei kochen. Dieter Moor, Sabine Schneider, Manuel Krug. Kindler Verlag, 2010. ISBN 978-3-463-40598-8.
- Die China-Küche des Herrn Wu: Rezepte aus dem „Hot Spot“ Berlin. Ralf Frenzel, Herr Wu, Manuel Krug. Tre Torri Verlag, 2014. ISBN 978-3-944628-18-9.
- Chakalls Sudaka: Südamerikanische Trendküche. Chakall, Manuel Krug. Dorling Kindersley, 2015. ISBN 978-3-8310-2660-9.
- Restaurant Herz & Niere: Unser Kochbuch. Christoph Hauser, Michael Köhle, Manuel Krug. Tre Torri Verlag, 2015. ISBN 978-3-944628-81-3.
- Monsieur Vuong: Das Kochbuch. Ursula Heinzelmann, Manuel Krug. Suhrkamp Verlag, 2016. ISBN 978-3-518-46756-5.
- Feuer und Flamme! Grill-Buch: Die besten Rezepte aus dem Goldhorn-Beefclub. Die neue Art zu Grillen. Edle Fleisch- und Fischqualitäten, auf Holzkohle zubereitet. Josh Jabs, Manuel Krug. Christian Verlag, 2017. ISBN 978-3-95961-114-5.
- Vom Käsemachen: Tradition, Handwerk und Genuss. Ursula Heinzelmann, Manuel Krug. Suhrkamp Verlag, 2018, ISBN 978-3-458-17767-8.
- Die neue albanische Küche: Mediterran, Modern, Mullixhiu. Bledar Kola, Ursula Heinzelmann, Manuel Krug. Insel Verlag, 2019. ISBN 978-3-458-17818-7.
- Ofirs Küche: Israelisch-palästinensische Familienrezepte. Ofir Raul Graizer, Manuel Krug. Insel Verlag, 2018. ISBN 978-3-458-17766-1.